# Toyota TS040 Hybrid
La Toyota TS040 est une voiture de course, qui succède à la Toyota TS030 Hybrid, développé par Toyota  pour participer au Championnat du monde d'endurance FIA.

## Motorisation

### Version 2014
La voiture est engagée dans la catégorie LMP1 Hybride en classe 6 MJ (la quantité d'énergie restituée aux essieux pour un tour du circuit est limitée, sous le contrôle des organisateurs, à 6 MJ pour Le Mans, ou en fonction de la longueur du tour pour les autres circuits).
La version 2014 exploite l'« unité de puissance », (terminologie du règlement technique) suivante :
- Un moteur : C'est un moteur à essence atmosphérique de 3,7 L de cylindrée à architecture V8, doté d'une injection-directe et de trompettes d'admission de longueur variable. Il fournit une puissance maximale de 383 KW (520 ch) au seul essieu arrière, via la boîte de vitesses à 7 rapports.

- Deux systèmes de récupération d'énergie (nommés ERSA dans le règlement technique) : Ils récupèrent sous forme électrique l'énergie cinétique (ERS-K) ; il y en a un sur chaque essieu.

- Un stockage de l'énergie (nommé ES dans le règlement technique) : Il est constitué de supercondensateurs (stockage électrostatique) fournis par l'entreprise Nisshinbo.

- Deux moteurs électriques (nommés MGU dans le règlement technique) : Ils restituent l'énergie précédemment récupérée, fournissant une puissance maximale de 353 KW (480 ch).

Ce sont les mêmes machines électriques qui assurent les fonctions d'ERS-K et de MGU : dans le premier cas elles fonctionnent en générateur, dans le second en moteur.

### Version 2015
Toyota n'annonce pas de modifications majeure de la motorisation : les caractéristiques ci-dessus restent valables. Toyota prétend cependant être en mesure d'exploiter plus complètement la quantité d'énergie restituable allouée par le règlement. Toyota annonce un système hybride modifié avec un nouveau Supercondensateur Nisshinbo, de meilleure capacité, plus puissant, et plus léger que le précédent.
En prenant les hypothèses de l'organisateur (rendement du meilleur moteur Essence de 41,37 % et rendement du 'MGU' de 98 %) et l'annexe B du règlement technique du 19 décembre 2014, la quantité d'énergie délivrée sur un tour du circuit du Mans en classe 6 MJ est au maximum de 63,59 MJ.

## Historique
Dès ses débuts, la TS040 se montre plus rapide que ses rivales en réalisant la pole position et victoire à Silverstone, puis à Spa, avec la no 8 pilotée par l'équipage Buemi, Davidson et Lapierre. Aux 24 Heures du Mans, le prototype japonais obtient la pole position et le meilleur temps du warm-up. Au départ, Wurz s'échappe devant la Porsche n°14 alors que Lapierre reste au contact de la tête de course. Les soucis arrivent vers 15 h 30 avec l'arrivée de la pluie et l'accrochage de l'Audi R18 de Marco Bonanomi et de Nicolas Lapierre ainsi qu'une Ferrari GT aux Hunaudières, provoquant l'intervention de la voiture de sécurité et la neutralisation du secteur. Si l'Audi en reste là, la Toyota no 8 repart en perdant huit tours et tout espoir de victoire. Devant, Sarrazin et Nakajima succèdent à Wurz et maintiennent la no 7 en tête jusqu'à 5 heures du matin où un incendie provoque l'abandon du prototype. Toyota, grâce à Buemi, Davidson et Lapierre, obtient une troisième place finale.
La Toyota no 8 de Buemi et Davidson remporte les 6 Heures de Fuji et les 6 Heures de Shanghai, ce qui leur permet de conforter leur 1er place au classement du championnat du monde d'endurance avec une avance de 42 points sur l'Audi no 2 de Lotterer, Fassler et Treluyer à deux courses de la fin. À noter l'absence de Nicolas Lapierre, 3e pilote du prototype no 8 depuis le début de la tournée asiatique pour des raisons non-exprimées par le constructeur nippon.
La Toyota no 7 de Conway (qui remplace Nakajima retenu par le SuperGT), Sarrazin et Wurz remporte les 6 Heures de Bahreïn après que la no 8 ait connue des soucis d'alternateur. Cependant Buemi et Davidson sur la no 8 remportent le championnat du monde des pilotes FIA WEC 2014 avant la dernière manche.
Lors de l'ultime course, les 6 Heures de São Paulo, Toyota remporte le championnat du monde des constructeurs FIA WEC 2014 notamment grâce à la deuxième position du duo champion du monde Sébastien Buemi et Anthony Davidson. Abordant le n° 1 et 2 pour la saison 2015 en WEC, Toyota ne sera jamais à la hauteur de Audi et Porsche et ne connaîtra aucun succès. Toyota se classe 3e du championnat constructeur et termine 6e et 8e des 24 heures du Mans 2015.

## Palmarès
- 6 Heures de Silverstone 2014 avec Sébastien Buemi, Anthony Davidson et Nicolas Lapierre
- 6 Heures de Spa-Francorchamps 2014 avec Sébastien Buemi, Anthony Davidson et Nicolas Lapierre
- 6 Heures de Fuji 2014 avec Sébastien Buemi et Anthony Davidson
- 6 Heures de Shanghai 2014 avec Sébastien Buemi et Anthony Davidson
- 6 Heures de Bahreïn 2014 avec Mike Conway, Stéphane Sarrazin et Alexander Wurz
- Championnat du monde des pilotes FIA WEC 2014 avec Sébastien Buemi et Anthony Davidson
- Championnat du monde des constructeurs FIA WEC 2014